# Nikolai Wiktorowitsch Baskow

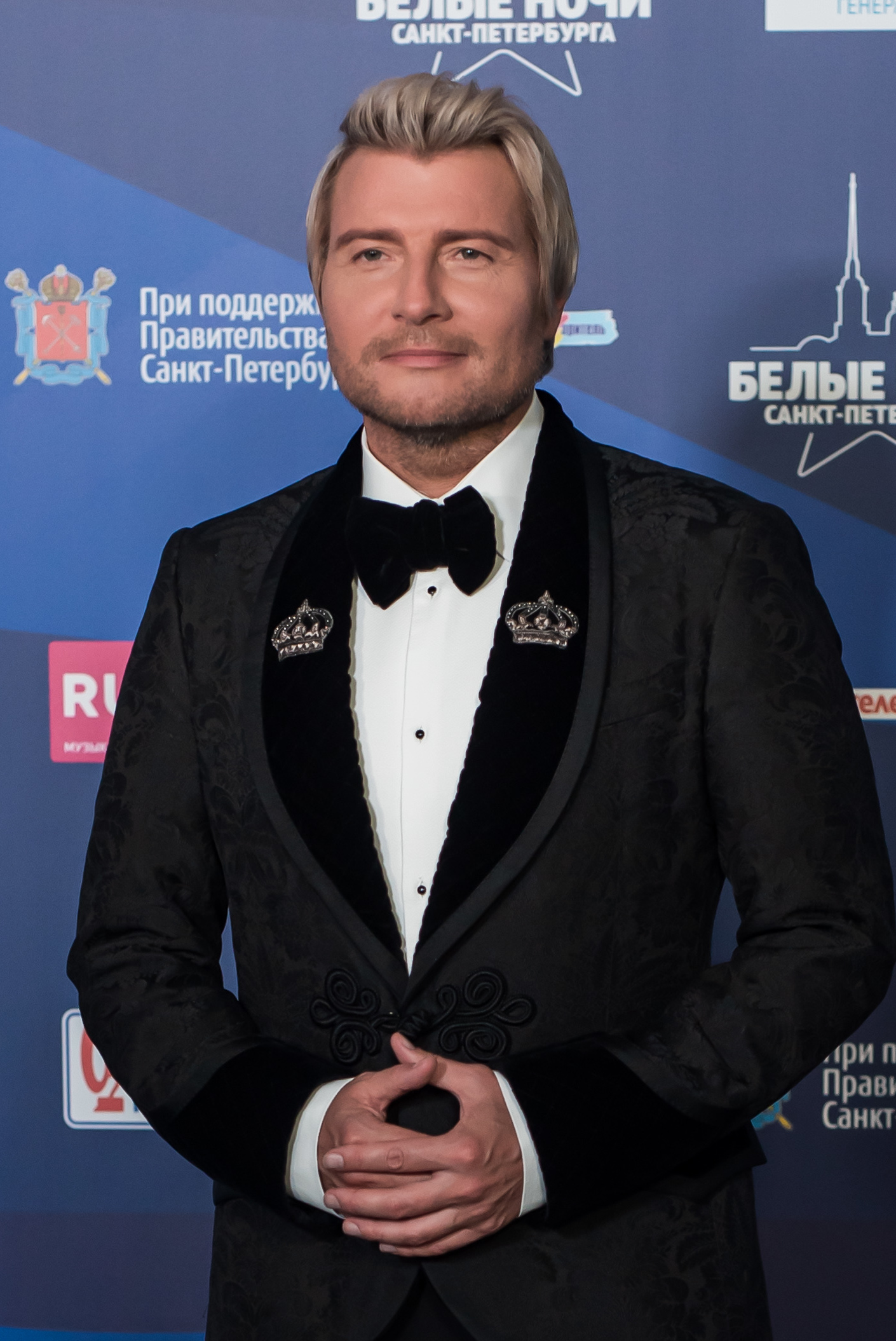
Nikolai Baskow (2021)

Nikolai Wiktorowitsch Baskow (russisch Никола́й Ви́кторович Ба́сков; * 15. Oktober 1976 in Balaschicha, Oblast Moskau, Sowjetunion) ist ein russischer Estrada- und Pop-Sänger, Opernsänger/Tenor, Schauspieler, TV-Moderator, Gesangslehrer und -professor; Volkskünstler Russlands, der Ukraine und Moldawiens.

## Biografie
Nach seinem Studium am Gnessin-Institut Moskau im Fach Kammeroper- und Oper-Gesang, das er 2001 beendete, studierte Baskow an dem Moskauer Konservatorium, das er 2003 mit Goldmedaille abschloss. Es folgten Festivale, wo er weitere Preise und Auszeichnungen (u. a. in Kategorie Opernsänger) mitnahm. Sein Bekanntheitsgrad stieg und führte zu den ersten Plätzen in den Hit-Listen im Radio und TV (u. a. MTV) und Millionen verkaufter Platten. Er zählt zu den wenigsten russischen Sängern, die einerseits  Crossover und andererseits Popmusik singen. Es folgte die Zusammenarbeit mit der spanischen Opern-Legende Montserrat Caballé, die ihn in Einzelunterricht schulte, seine Vocal-Techniken zu perfektionieren. Ab diesem Zeitpunkt ist er auch ihr Partner auf der Szene. Deren europaweite Touren sorgten für weitere Erfolge. Volkskünstler Nikolai Baskow hat mehrere Medaillen und Preise. 2022 verteidigte er den Angriff Russlands auf die Ukraine und trat bei einem Propaganda-Konzert in Moskau zum achten Jahrestag der Annexion der Krim auf.

## Diskografie

### Alben
- 2000: Посвящение (dt. „Widmung“)
- 2000: Посвящение на бис (dt. „Widmung Zugabe“)
- 2001: Шедевры уходящего века (dt. „Meisterwerke des vergangenen Jahrhunderts“)
- 2001: Мне 25 (dt. „Ich bin 25“)
- 2004: Никогда не говори прощай (dt. „Sag niemals ‚Lebewohl‘“)
- 2004: Отпусти меня (dt. „Lass mich los“)
- 2007: Тебе одной (dt. „Dir alleine“)
- 2011: Romantic Journey
- 2016: Игра
- 2018: Верую

### Kompilationen
- 2005: Лучшие песни (dt. „Beste Songs“)

### Singles (Auswahl)
- 2005: Отпусти меня (mit Tajissija Powalij)
- 2007: Ты далеко (mit Tajissija Powalij)
- 2013: Николай (mit Natali)
- 2018: Фантазёр (mit Diskoteka Avariya)
- 2018: Ibiza (mit Filipp Kirkorow)
- 2019: Зараза
- 2020: Дико тусим (mit Danya Milokhin)
- 2024: Ты далеко (mit Ryze)